# Pica bottanensis
La urraca del Himalaya (Pica bottanensis) es una especie de ave paseriforme de la familia Corvidae propia del Himalaya oriental y las montañas de la meseta tibetana.

## Taxonomía
Anteriormente se consideraba una subespecie de la urraca común (Pica pica), pero en la actualidad se consideran especies separadas. Un filogénético publicado en 2018 descubrió que el pariente más cercano de la urraca árabe es la urraca de Asir del suroeste de Arabia.

## Distribución
Se extiende por el Himalaya oriental y las montañas del este de la meseta tibetana, extendiéndose hasta el interior occidental de China (Qinghai y Xinjiang).